# نانسی هی
نانسی هی (انگلیسی: Nancy Haigh) زادهٔ طراح صحنه اهل ایالات متحده آمریکا است.
وی همچنین برندهٔ جوایزی همچون جایزه اسکار بهترین طراحی صحنه شده است.
| سال  | عنوان                          |
| ---- | ------------------------------ |
| ۱۹۸۹ | دختران زمینی بی‌قید و بندند     |
| ۱۹۸۹ | سرزمین رؤیاها                  |
| 1989 | Checking Out                   |
| ۱۹۹۰ | کلاهبرداران                    |
| ۱۹۹۱ | در مظان جرم                    |
| ۱۹۹۱ | بارتون فینک                    |
| ۱۹۹۱ | باگزی                          |
| ۱۹۹۲ | قهرمان (فیلم ۱۹۹۲)             |
| ۱۹۹۴ | فارست گامپ                     |
| ۱۹۹۵ | دنیای آب                       |
| ۱۹۹۶ | مریخ حمله می‌کند!               |
| 1998 | Fear & Loathing in Las Vegas   |
| ۱۹۹۸ | نمایش ترومن                    |
| ۱۹۹۹ | نفوذی (فیلم ۱۹۹۹)              |
| ۲۰۰۰ | ای برادر، کجایی؟               |
| ۲۰۰۱ | هوش مصنوعی (فیلم)              |
| ۲۰۰۲ | جاده‌ای به‌سوی تباهی             |
| ۲۰۰۳ | ماهی بزرگ                      |
| ۲۰۰۳ | سنگدلی تحمل‌ناپذیر              |
| ۲۰۰۴ | قاتلین پیرزن (فیلم ۲۰۰۴)       |
| ۲۰۰۵ | جارهد                          |
| ۲۰۰۶ | دختران رؤیایی (فیلم)           |
| 2006 | Ask the Dust                   |
| ۲۰۰۷ | جایی برای پیرمردها نیست (فیلم) |
| ۲۰۰۷ | جنگ چارلی ویلسون               |
| ۲۰۰۸ | بخوان و بسوزان                 |
| ۲۰۱۰ | شجاعت واقعی (فیلم ۲۰۱۰)        |
| ۲۰۱۶ | درود بر سزار!                  |